# Godfrey Gao

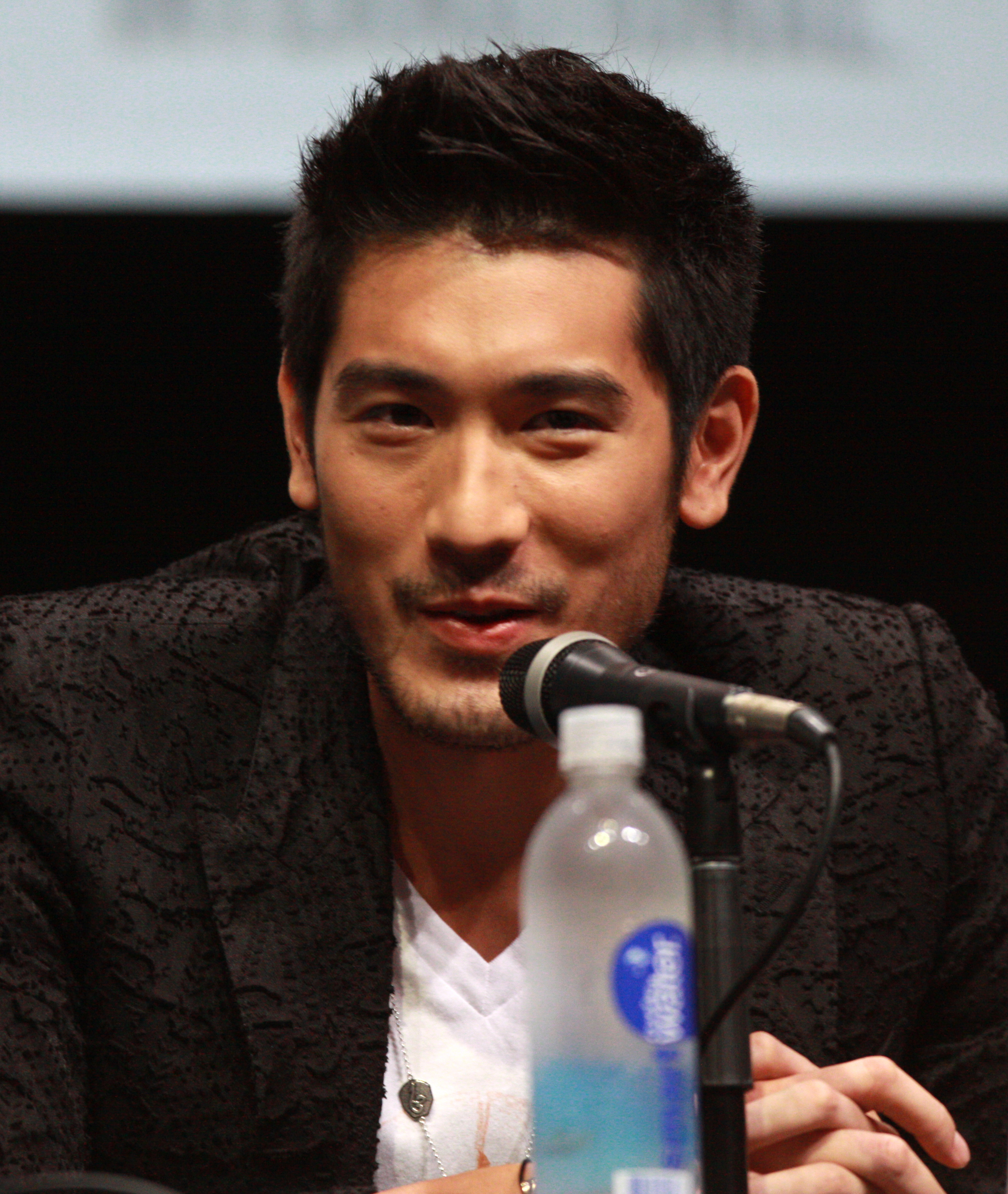
Godfrey Gao (2013)

Godfrey Gao (chinesisch 高以翔, Pinyin Gāo Yǐxiáng; geb. 22. September 1984 in Taipeh; gest. 27. November 2019 in Ningbo) war ein taiwanisch-kanadischer Schauspieler und Model. Einem breiten Publikum wurde er 2013 durch die Rolle des Magnus Bane im Film Chroniken der Unterwelt – City of Bones bekannt. Er war zudem das erste asiatische männliche Model für Louis Vuitton.

## Leben
Gao wurde 1984 als Tsao Chih-Hsiang als jüngstes von drei Kindern in Taipeh geboren. Sein Vater stammte aus Shanghai, wuchs allerdings in Taiwan auf und arbeitete dort bei Michelin. Seine Mutter war eine Peranakan aus Malaysia. Während Gaos Kindheit zog die Familie nach Vancouver. Er studierte an der Capilano University, wo er in der Basketballmannschaft aktiv war.
Gao kam 2004 nach Taiwan zurück und begann dort als Model zu arbeiten. Gemeinsam mit den Models Sphinx Ting, Victor Chen und Lan Chun-tien war er als Fashion 4 (F4) bekannt und veröffentlichte 2009 ein Buch. Seit 2006 war er in kleineren Rollen in chinesischen Fernsehserien zu sehen und 2010 das erste Mal in einem Spielfilm (Volleyball Lover; 我的排隊情人). 2013 spielte er erstmals in einem Hollywood-Film mit, als er die Figur Magnus Bane im Film Chroniken der Unterwelt – City of Bones darstellte. 2016 war er im chinesischen Drama Remembering Lichuan zu sehen, das überaus erfolgreich war und ihm den Spitznamen Ehemann der Nation einbrachte. Es folgte der Film Love is a Broadway Hit (2017). 2011 wurde er das erste männliche Louis-Vuitton-Model mit asiatischem Ursprung.
Am 27. November 2019 kollabierte Gao bei Dreharbeiten zu der Spielshow Chase Me, die bei Zhejiang Television ausgestrahlt wird. In der Sendung geht es, ähnlich wie etwa bei Ninja Warrior, darum, als Kandidat verschiedene körperlich-sportlich anstrengende Leistungen zu vollbringen. Nach seinem Zusammenbruch wurde er ins Krankenhaus gebracht, wo er nach etwa drei Stunden starb. Sein Leichnam wurde nach Taipeh überführt.

## Filmografie (Auswahl)
- 2008: All About Women (女人不坏)
- 2013: Chroniken der Unterwelt – City of Bones (The Mortal Instruments: City of Bones)
- 2016: God of War, Zhao Yun (武神赵子龙)
- 2017: Love Is a Broadway Hit (情遇曼哈顿)
- 2018: Legend of the Ancient Sword (古剑奇谭之流月昭明)
- 2019: Shanghai Fortress (上海堡垒)